# Super Famicom Wars
 (octobre 2018).
Si vous disposez d'ouvrages ou d'articles de référence ou si vous connaissez des sites web de qualité traitant du thème abordé ici, merci de compléter l'article en donnant les références utiles à sa vérifiabilité et en les liant à la section « Notes et références ».
Super Famicom Wars est un jeu vidéo de tactique au tour par tour développé par Intelligent Systems et édité par Nintendo sur Super Famicom. Il est seulement sorti au Japon, le 1er mai 1998 sur Super Famicom et le 16 février 2010 sur Console virtuelle. Il fait partie de la série Nintendo Wars.